# Alonsoa peduncularis
Alonsoa peduncularis är en flenörtsväxtart som först beskrevs av Gustav Kunze, och fick sitt nu gällande namn av Richard von Wettstein. Alonsoa peduncularis ingår i släktet eldblommor, och familjen flenörtsväxter. Inga underarter finns listade i Catalogue of Life.